# 西安鼓楼
西安鼓樓是位于中华人民共和国陝西省西安市市中心的一座鼓楼，在西安鐘樓以西与之相对。
如今，樓南北兩側各懸掛一面匾額，南側匾額上書“文武盛地”，北側匾額上書“聲聞于天”(原匾毁于文革期间)。樓體周圍放置大小28面鼓；其中24小鼓鼓面以小篆書寫中國傳統二十四節氣，分立與樓南北兩側；另外4面大鼓分立與樓東西兩側。而鼓樓北側則為西安著名的回坊美食一條街。

## 歷史
西安鼓樓始建于明洪武十三年（1380年），比西安鐘樓早四年。1996年，鼓楼与钟楼同时被列入全国重点文物保护单位。

## 圖片

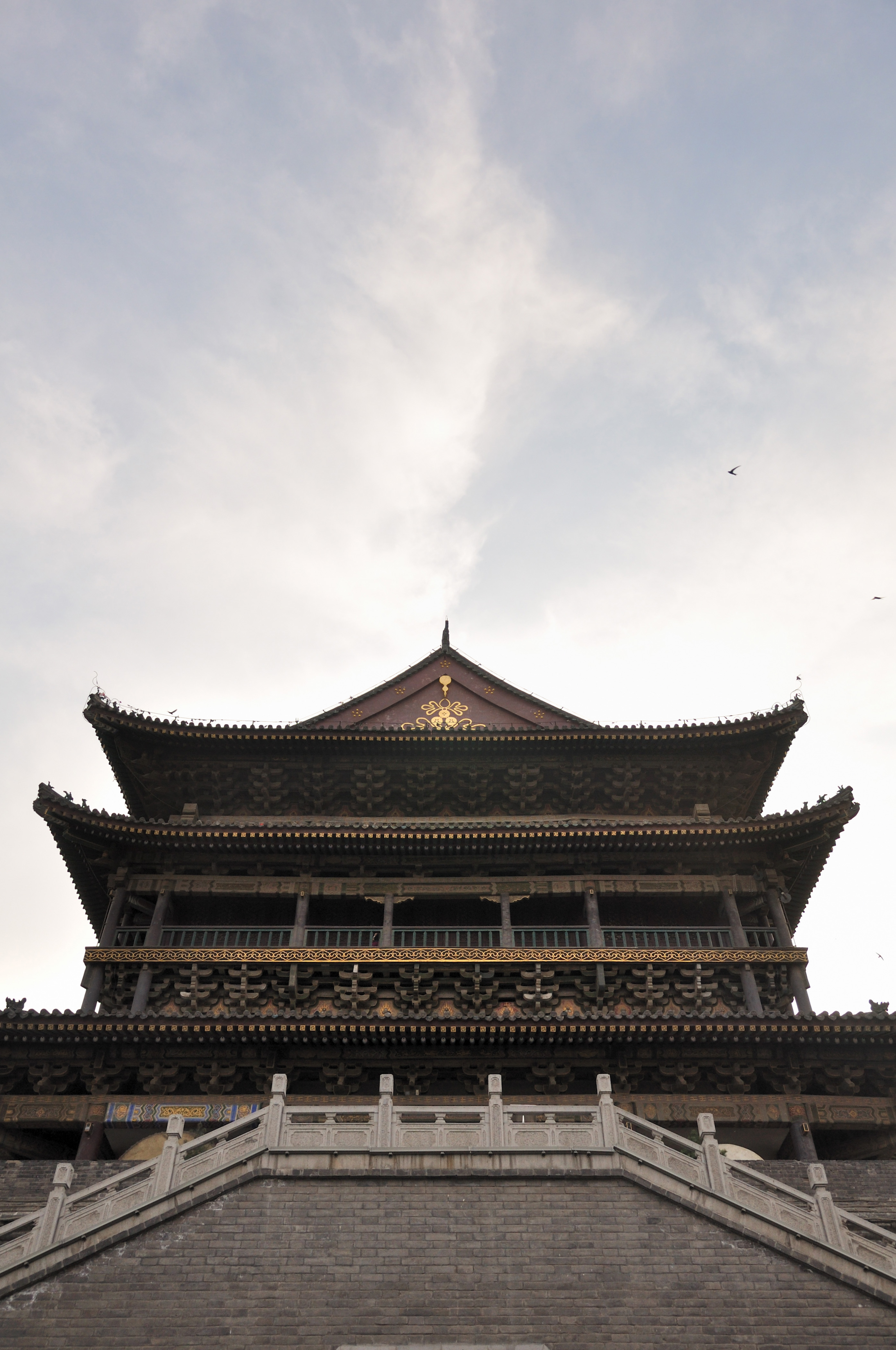
鼓樓東側立面
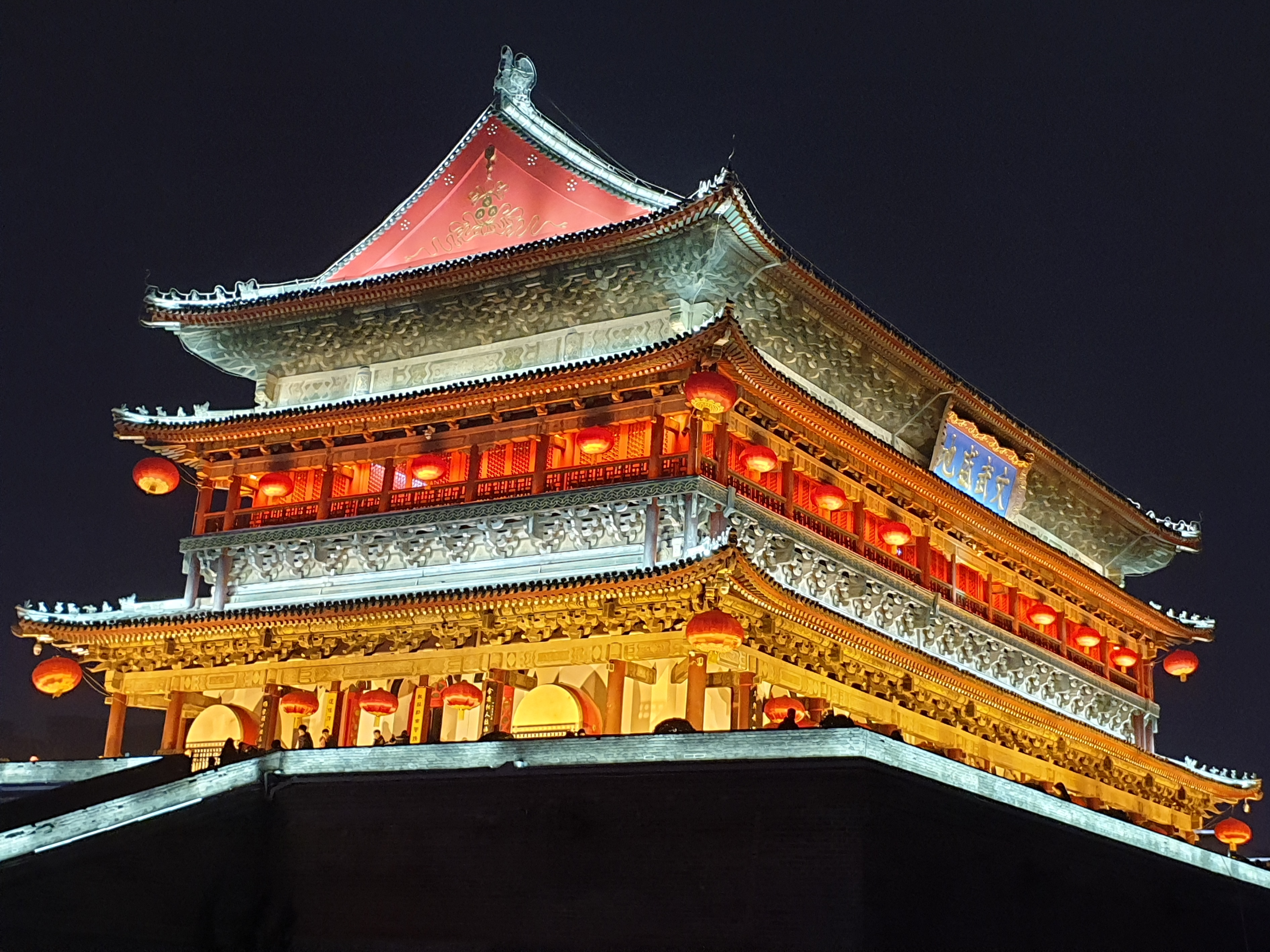
夜间的鼓楼